# أكمية ذنبية
أكمية ذنبية (الاسم العلمي: Aechmea caudata) هو نوع نباتي يتبع جنس الأكمية من فصيلة البروميلية.